# Ginástica na Universíada de Verão de 1961
A primeira aparição da ginástica aconteceu na Universíada de Verão de 1961 e foi disputada em Sófia, na Bulgária, contando com as provas masculina e feminina da ginástica artística. 

## Medalhistas

### Ginástica artística
| Evento           | Ouro                  | Prata               | Bronze             |
| Masculino        | Masculino             | Masculino           | Masculino          |
| ---------------- | --------------------- | ------------------- | ------------------ |
| Individual geral | JPN Takashi Mitsukuri | URS Yuri Titov      | BUL Velik Kapsasov |
| Feminino         |                       |                     |                    |
| Individual geral | URS Irina Pervukhina  | URS Tamara Liokhina | URS Tamara Manina  |

## Quadro de medalhas
| Ordem | País                | Medalha de ouro | Medalha de prata | Medalha de bronze |   |
| ----- | ------------------- | --------------- | ---------------- | ----------------- | - |
| 1     | URS União Soviética | 1               | 2                | 1                 | 4 |
| 2     | JPN Japão           | 1               |                  |                   | 1 |
| 3     | BUL Bulgária        |                 |                  | 1                 | 1 |
| TOTAL | TOTAL               | 2               | 2                | 2                 | 6 |